# K. Kessel FC
K. Kessel FC is een Belgische voetbalclub uit Kessel, een deelgemeente van de Antwerpse gemeente Nijlen. De club is aangesloten bij de KBVB met stamnummer 4375 en heeft geel-blauw als kleuren. Kessel speelt in de lagere provinciale reeksen.

## Geschiedenis
De club sloot zich halverwege de jaren 40 aan bij de Belgische Voetbalbond. Kessel bleef er de volgende jaren in de provinciale reeksen spelen.
In 1973 sloot in Kessel een andere club zich aan bij de Belgische Voetbalbond, FC Excelsior Kessel. De jongere dorpsrivaal speelde op het eind van de jaren 90 en het begin van de 21ste eeuw regelmatig in een hogere afdeling dan Kessel FC. Na de degradatie van Excelsior in 2009 speelden beide clubs weer op het allerlaagste niveau, in Vierde Provinciale. In 2011 verdween het jongere Excelsior en werd er opgevolgd door Zwart Wit Eendracht Kessel. Ook Kessel FC had het in die periode moeilijk en eindigde meerdere seizoenen op rij bij de laatsten in zijn reeks in Vierde Provinciale.
In 2014 moest Kessel FC de handdoek in de ring gooien en ging op in VC Kessel, dat later zelf opging in Kessel United.